# Beynac
Beynac é uma comuna francesa na região administrativa da Nova Aquitânia, no departamento de Alto Vienne. Estende-se por uma área de 12,57 km². Em 2010 a comuna tinha 766 habitantes (densidade: 60,9 hab./km²).